# ری باربوتی
ری باربوتی (انگلیسی: Ray Barbuti;  ۱۲ ژوئن ۱۹۰۵ –  ۸ ژوئیه ۱۹۸۸) دونده اهل ایالات متحده آمریکا بود.
وی در مسابقات کشوری و بین‌المللی در مجموع برندهٔ ۲ مدال طلا شده‌است.